# Göran Bergström
Göran Bergström, född 1964, är en svensk läkare, specialist i klinisk fysiologi. Han är överläkare vid Sahlgrenska Universitetssjukhuset och blev 2006 professor i kardiovaskulär forskning vid Sahlgrenska akademin på Göteborgs universitet.